# عامر معتوق
عامر معتوق فرج الفضل ولد 21 أبريل 1988 في الكويت. هو لاعب كرة قدم كويتي سابق، كان يلعب مع القادسية الكويتي.

## روابط خارجية
- عامر معتوق على موقع قاعدة بيانات كرة القدم.إي يو (الإنجليزية)
- عامر معتوق على موقع ناشيونال فوتبول تيمز (الإنجليزية)
- عامر معتوق على موقع Soccerway.com (الإنجليزية)